# 南鎮區 (密蘇里州戴德縣)
南鎮區（英語：South Township）是位於美國密蘇里州戴德縣的一個行政鎮區。

## 地方資料
南鎮區的面積為61.03平方千米，當中陸地面積為60.85平方千米，而水域面積為0.18平方千米。根據2020年美國人口普查的數據，當地共有人口189人，而人口密度為每平方千米3.1人。